# Soundbombing II
Soundbombing II è una compilation dell'etichetta discografica hip hop statunitense Rawkus Records, pubblicata il 18 maggio del 1999. Tra gli artisti presenti, anche Eminem, Mos Def, Pharoahe Monch, R.A. the Rugged Man, Kid Capri, Diamond D, Sadat X, Grand Puba, Hi-Tek, Common, De La Soul, Pete Rock, Marley Marl, Reflection Eternal, Dilated Peoples, Q-Tip, El-P, Company Flow e Cocoa Brovaz.
| Recensione | Giudizio |
| ---------- | -------- |
| AllMusic   | [ 1 ]    |
| RapReviews | [ 2 ]    |

## Tracce
1. Intro – 1:58
2. Any Man (Intro) – 1:03 (musica: Beat Junkies)
3. Any Man (Eminem) – 2:53 (musica: Da Beatminerz)
4. B-Boy Document '99 (High & Mighty, Mos Def & Skillz) – 4:07 (musica: DJ Mighty Mi)
5. WWIII (Intro) – 1:01 (musica: Beat Junkies)
6. WWIII (Shabaam Sahdeeq & Pharoahe Monch) – 3:29 (musica: Lee Stone)
7. Stanley Kubrick (R.A. the Rugged Man) – 3:32 (musica: Capital the Crime Lord)
8. A Message from J-Live & Prince Paul (Interlude) – 0:49
9. Crosstown Beef (Intro) – 0:48 (musica: Beat Junkies, Kid Capri)
10. Crosstown Beef (Medina Green, Mos Def & DCQ) – 4:30 (musica: Posdnous)
11. 7XL (Intro) – 0:57 (musica: Beat Junkies, Pete Rock, Marley Marl)
12. 7XL (Sir Menelik, Sadat X & Grand Puba) – 3:50 (musica: DJ Spinna)
13. Chaos (Reflection Eternal & Bahamadia) – 4:12 (musica: Hi-Tek)
14. Soundbombing (Tash & Dilated Peoples) – 3:04 (musica: Evidence)
15. Brooklyn Hard Rock (Thirstin Howl III) – 1:25 (musica: Thirstin Howl III, Smitty Steve Bosston)
16. Mayor (Pharoahe Monch) – 3:28 (musica: Lee Stone)
17. Patriotism (Intro) – 0:38 (musica: Beat Junkies)
18. Patriotism (Company Flow) – 5:08 (musica: El-P)
19. 1-9-9-9 (Intro) – 1:22 (musica: Beat Junkies, Q-Tip)
20. 1-9-9-9 (Common & Sadat X) – 4:10 (musica: Hi-Tek)
21. When It Pours It Rains (Diamond D) – 2:03 (musica: Diamond D)
22. A Message from the Beat Junkies (Interlude) – 1:07 (musica: Beat Junkies)
23. Next Universe (Mos Def) – 3:06 (musica: Hi-Tek)
24. Every Rhyme I Write (Intro) – 0:43 (musica: Beat Junkies)
25. Every Rhyme I Write (Shabaam Sahdeeq & Cocoa Brovaz) – 3:56 (musica: Nick Wiz)
26. On Mission (Reflection Eternal) – 4:16 (musica: Hi-Tek)
27. Outro – 3:58

Durata totale: 71:33

## Classifiche
| Classifica (1999)         | Posizione massima |
| ------------------------- | ----------------- |
| Stati Uniti               | 30                |
| US Top R&B/Hip-Hop Albums | 6                 |